# U-389
Unterseeboot 389 foi um submarino alemão do Tipo VIIC, pertencente a Kriegsmarine que atuou durante a Segunda Guerra Mundial.
O U-389 esteve em operação no ano de 1943, realizando apenas uma XX patrulhas de guerra.
Foi afundado no dia 4 de outubro de 1943  por cargas de profundidade lançadas de uma aeronave B-24 Liberator britânica (Sqdn. 120/X), causando a morte de todos os 50 tripulantes.

## Comandantes
| Comandante                | Data                                          |
| ------------------------- | --------------------------------------------- |
| Kptlt. Siegfried Heilmann | 6 de fevereiro de 1943 - 4 de outubro de 1943 |

## Subordinação
Durante o seu tempo de serviço, esteve subordinado às seguintes flotilhas:
| Período                                      | Flotilha                  |
| -------------------------------------------- | ------------------------- |
| 6 de fevereiro de 1943 - 31 de julho de 1943 | 5. Unterseebootsflottille |
| 1 de agosto de 1943 - 4 de outubro de 1943   | 9. Unterseebootsflottille |

## Operações conjuntas de ataque
O U-389 participou da seguinte operação de ataque combinado durante a sua carreira:
- Rudeltaktik Rossbach (24 de setembro de 1943 - 4 de outubro de 1943

## Coordenadas
1. ↑  em posição 60° 51' N 28° 26' O